# Chelidonichthys
Chelidonichthys is een geslacht van straalvinnige vissen uit de familie van ponen (Triglidae). Het geslacht is voor het eerst wetenschappelijk beschreven in 1873 door Johann Jakob Kaup.

## Soorten
De volgende soorten zijn bij het geslacht ingedeeld:
- Chelidonichthys capensis (Cuvier, 1829)
- Chelidonichthys cuculus (Linnaeus, 1758) – Engelse poon
- Chelidonichthys gabonensis (Poll & Roux, 1955)
- Chelidonichthys ischyrus Jordan & Thompson, 1914
- Chelidonichthys kumu (Cuvier, 1829) – Blauwvinpoon
- Chelidonichthys lastoviza (Bonnaterre, 1788)  – Gestreepte poon
- Chelidonichthys lucerna (Linnaeus, 1758) – Rode poon
- Chelidonichthys obscurus (Walbaum, 1792)
- Chelidonichthys queketti (Regan, 1904)
- Chelidonichthys spinosus (McClelland, 1844)